# Santiago C. Motorizado
Santiago Ariel Barrionuevo (La Plata, 19 de mayo de 1985), conocido como Santiago Motorizado es un cantante y compositor de rock argentino. Es más conocido por ser la voz líder, bajista, ilustrador y diseñador de la agrupación de indie rock  y rock alternativo Él Mató a un Policía Motorizado desde 2003. Además, ha contribuido en la banda sonora de diferentes series y películas tales como Okupas y La muerte no existe y el amor tampoco.

## Biografía

### Primeros años
Santiago Ariel Barrionuevo nació en el Barrio Jardín de la ciudad de La Plata, provincia de Buenos Aires, Argentina. Es hijo del ingeniero en construcción salteño Felipe Barrionuevo, y de María Inés Iribarne, una ingeniera agrónoma nacida en Azul. Se conocieron en La Plata en su época de estudiantes y tuvieron 1 hija y 4 hijos, entre ellos, Santiago. Estudió plástica en el Bachillerato de Bellas Artes, escuela por la que también pasó su hermano mayor Alejandro Barrionuevo, actual dibujante de historietas para DC Comics y Marvel Comics.

### Él mató a un policía motorizado
Motorizado comenzó su encuentro con la música en la escuela secundaria, habiendo conformado diferentes bandas, para luego formar la agrupación Él Mató a un Policía Motorizado en el año 2003. Con esta banda, se han presentado en Chile, Costa Rica, Europa y Estados Unidos. Con esta agrupación, Motorizado ha lanzado un total de nueve trabajos discográficos, editados en Argentina, Brasil, México, Estados Unidos y España, entre otros.

### Trabajos como productor musical e ilustrador
Motorizado a fines de 2018 comenzó a colaborar con la cantante española Amaia en la composición de canciones para el álbum debut de esta última. Tiempo después, fue invitado a producir el disco de la cantante, grabado en Chile en marzo de 2019. Asimismo, Motorizado ha colaborado con ilustraciones para diferentes medios como Rolling Stone Argentina, Editorial Emecé y otros. En 2009 ilustró el libro Rita viaja al cosmos con Mariano, del escritor argentino Fabián Casas. En 26 de junio de 2025 lanzó su álbum como solista "El Retorno" con un total de 11 canciones.

### Su trabajo cinematográfico
En 2010 participó como actor en la adaptación cinematográfica de la novela Ocio, de Fabián Casas.
En el año 2019, Santiago, junto a otros artistas como Mora Sánchez Viamonte, participaron en el soundtrack de la La muerte no existe y el amor tampoco.
Más tarde, en el año 2021, Santiago se encarga de la música para la remasterización de la serie argentina Okupas, contando con la colaboración de artistas de la talla de Vicentico y Jorge Serrano.